# Jared Diamond

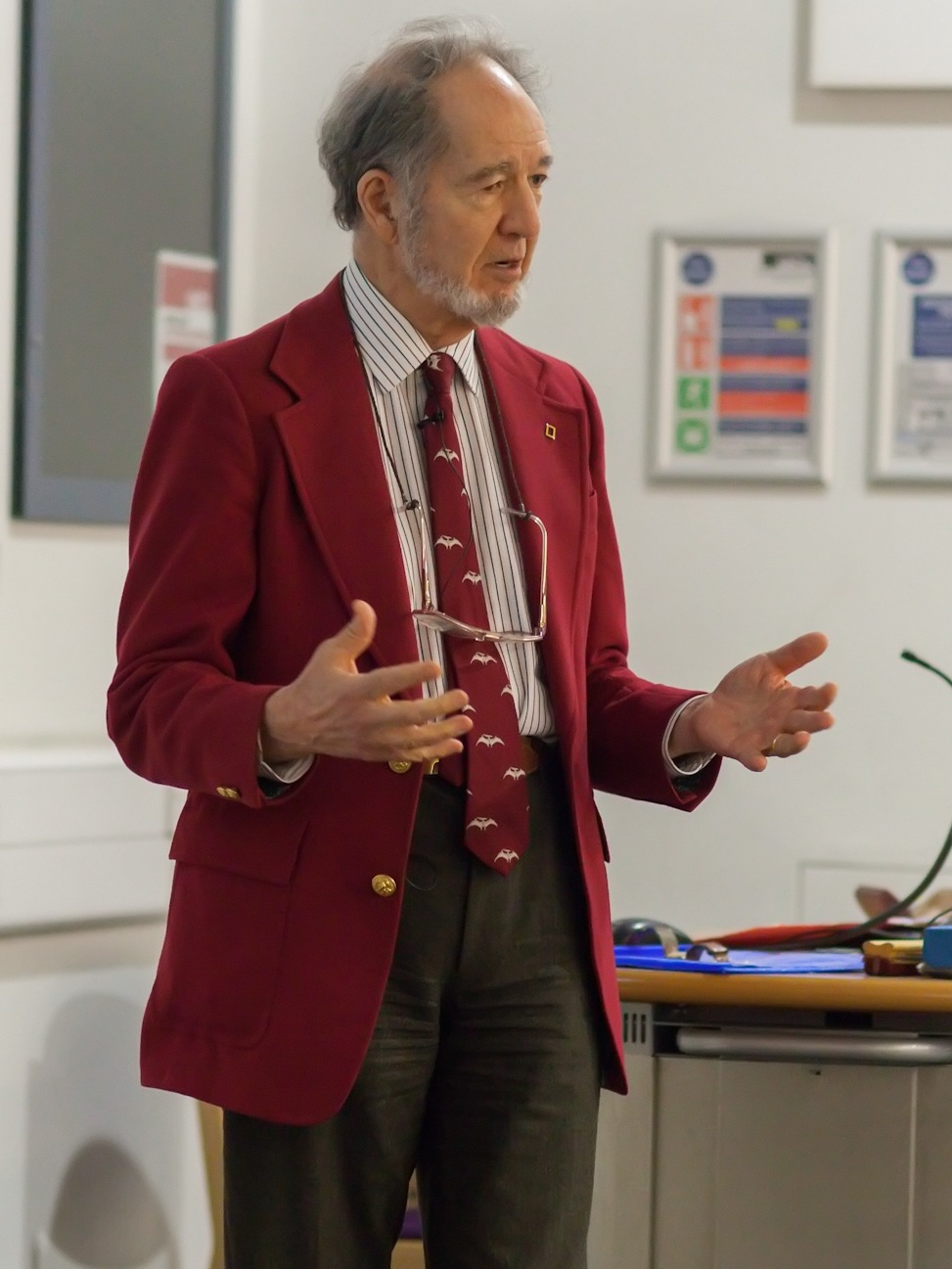
Jared Diamond tại Luân Đôn, tháng 2 năm 2013

Jared Mason Diamond (sinh ngày 10 tháng 9 năm 1937) là nhà khoa học Mỹ và là tác giả nổi tiếng với các tác phẩm khoa học phổ thông gồm Loài tinh tinh thứ ba (1991); Súng, vi trùng và thép (1997), được trao giải Pulitzer); Sụp đổ (2005); và Thế giới cho đến ngày hôm qua (2012). Sinh trưởng trong một gia đình trí thức có bố là bác sĩ và mẹ là giáo viên, nhạc sĩ kiêm nhà ngôn ngữ học. Sau khi tốt nghiệp khoa học sinh vật học thí nghiệm, ông trở thành Giáo sư Sinh lý học của Trường Y thuộc Đại học California, Los Angeles (UCLA). Tuy nhiên, ở tuổi 20, ông còn nghiên cứu sinh học và sự tiến hóa của các loài chim New Guinea. Công việc này đã đưa ông thám hiểm một số vùng xa xôi nhất của hòn đảo nhiệt đới vĩ đại này, và phát hiện lại giống chim bower có vạt lông phía trước màu vàng bị cho là tuyệt chủng từ lâu ở New Guinea. Năm 50 tuổi, ông dần chuyển sang nghiên cứu lịch sử môi trường, và là Giáo sư Địa lý và Khoa học Sức khỏe Môi trường tại UCLA. Tuy theo học và có bằng tiến sĩ về sinh lý học, nhưng kiến thức của ông bao trùm hầu như mọi ngành: từ nhân loại học, sinh thái học, địa lý học đến sinh học tiến hóa. Ông cũng không phải là một học giả chỉ biết ngồi một chỗ nghiên cứu khi từng chu du nhiều châu lục, thậm chí sống nhiều năm ở những nơi tận cùng thế giới (như đảo New Guinea, đảo Phục Sinh). Ông cũng được xếp vào hàng ngũ những nhà tư tưởng hiện đại có nhiều ảnh hưởng nhất ở Mỹ.
Từ năm 1976, ông dấn thân vào một lĩnh vực hoàn toàn mới là viết các bài báo phổ biến khoa học để từ đó hình thành nên một Jared Diamond tiêu biểu cho nền văn hóa thứ ba - văn hóa phổ biến tri thức khoa học chuyên sâu cho cộng đồng - bằng cách thu thập, hệ thống và giải thích những thông tin và tri thức chọn lọc trong lĩnh vực sinh học, địa lý, sử học, môi trường, v.v… Năm 2005, Diamond được xếp hạng thứ chín trong một cuộc thăm dò top 100 nhà trí thức công chúng trên thế giới của hai tạp chí Prospect và Foreign Policy.

## Thiếu thời và giáo dục
Diamond chào đời tại Boston, Massachusetts. Cha mẹ ông đều xuất thân từ những gia đình Đông Âu gốc Do Thái đã di cư sang Mỹ. Cha của ông, Louis Diamond, là một bác sĩ chuyên về bệnh di truyền ở trẻ em, và mẹ, Flora Kaplan, là một giáo viên, nhà ngôn ngữ học kiêm nghệ sĩ piano. Từ nhỏ, ông đã ưa được đắm mình trong thiên nhiên và say mê quan sát. Khuynh hướng nghiên cứu sinh học - địa lý - môi trường của ông đã được hình thành từ rất sớm cùng với năng khiếu bẩm sinh về ngoại ngữ. Khi tốt nghiệp đại học, ông đã có thể sử dụng thông thạo 7 thứ tiếng và vào năm 2005, ông đang học ngoại ngữ thứ 12. Diamond bắt đầu tự học piano ở tuổi lên sáu; những năm sau này ông đưa ra lời cầu hôn với vợ mình sau khi chơi bản Brahms Intermezzo bậc A cho bà nghe. Ông theo học trường Roxbury Latin School và lấy được bằng Cử nhân nghệ thuật ngành nhân chủng học và lịch sử từ Đại học Harvard vào năm 1958 và bằng Tiến sĩ về sinh lý học và lý sinh của màng trong túi mật từ trường Trinity College, Đại học Cambridge năm 1961.

## Sự nghiệp
Sau khi tốt nghiệp Cambridge, Diamond quay trở về Harvard làm Hội viên bậc dưới cho đến năm 1965. Ông bảo vệ luận án Tiến sỹ Sinh lý học thực nghiệm vào năm 1962 và vào năm 1968, trở thành Giáo sư Sinh lý học tại trường Y khoa UCLA. Đương khi ở độ tuổi 20 ông đã phát triển một sự nghiệp song song thứ hai về điểu cầm học và sinh thái học, chuyên về New Guinea và các đảo lân cận. Về sau, ở tuổi trung niên, Diamond phát triển một sự nghiệp thứ ba về lịch sử môi trường và trở thành giáo sư địa lý học ở UCLA, chức vụ hiện tại của ông. Ông cũng giảng dạy tại trường LUISS Guido Carliở Roma. Diamond đoạt Huy chương Khoa học Quốc gia năm 1999 và trường Đại học Tiểu bang Westfield đã phong tặng học vị Tiến sĩ danh dự cho ông vào năm 2009.
Diamond lúc đầu chuyên về hấp thụ muối trong túi mật. Ông còn xuất bản những công trình học thuật trong các lĩnh vực sinh thái học và điểu cầm học, nhưng lại nổi tiếng nhất vì là tác giả của một số đầu sách khoa học phổ thông kết hợp các chủ đề từ nhiều lĩnh vực khác hơn so với những chủ đề mà ông chính thức nghiên cứu. Do sự đa dạng học thuật này, Diamond từng được mô tả là một nhà bác học.

## Tác phẩm
Cuốn sách đầu tiên của Diamond có tựa đề Loài tinh tinh thứ ba: Sự tiến hoá và tương lai của loài người xuất bản vào năm 1991, khảo sát quá trình tiến hóa của nhân loại và sự liên quan của nó với thế giới hiện đại, kết hợp bằng chứng từ ngành nhân chủng học, sinh học tiến hóa, di truyền học, sinh thái học, và ngôn ngữ học. Lần theo dấu vết con người đã tiến hóa như thế nào trông khác hẳn so với các loài động vật khác, mặc dù chia sẻ hơn 98% DNA với loài tinh tinh có họ hàng gần gũi nhất. Tác phẩm còn xem xét nguồn gốc ngôn ngữ, nghệ thuật, nông nghiệp, hút thuốc lá và sử dụng ma túy, và các đặc tính khác có vẻ như là duy nhất của loài người. Tác phẩm này đã được sự đón nhận của giới phê bình và đoạt giải thưởng Sách Khoa học Rhône-Poulenc năm 1992 và giải thưởng Sách Los Angeles Times.
Cuốn sách khoa học phổ thông thứ hai và nổi tiếng nhất của ông là Súng, vi trùng và thép: Định mệnh của các xã hội loài người được xuất bản vào năm 1997. Tác phẩm nêu lên câu hỏi tại sao người Á-Âu đã chinh phục và thay thế người Mỹ bản địa, người Úc và người châu Phi, thay vì ngược lại. Nó lập luận rằng kết quả này không phải do lợi thế sinh học của bản thân các dân tộc Á-Âu mà thay vào đó là các đặc trưng của lục địa Á-Âu, nhất là sự đa dạng cao độ của các loài thực vật và động vật hoang dã phù hợp với việc thuần hóa và trục chính Đông/Tây của nó đã giúp cho sự lây lan những loài động vật thuần hóa, con người và công nghệ cho khoảng cách dài với rất ít thay đổi theo vĩ tuyến. Phần đầu tiên của cuốn sách tập trung vào lý do tại sao chỉ có một số ít các loài thực vật và động vật hoang dã đã chứng minh phù hợp với sự thuần hóa. Phần thứ hai thảo luận về cách địa phương sản xuất thực phẩm dựa trên những loài động vật thuần hóa dẫn đến sự phát triển quần thể dày đặc và phân tầng dân số loài người, văn tự, tổ chức chính trị tập trung, và các bệnh dịch truyền nhiễm. Phần thứ ba so sánh sự phát triển của sản xuất lương thực và của xã hội loài người trong các châu lục và khu vực khác nhau trên thế giới. Súng, vi trùng và thép đa trở thành cuốn sách bán chạy nhất trên thế giới, được dịch ra 33 thứ tiếng và nhận được nhiều giải thưởng, trong đó có một giải Pulitzer, một giải thưởng Sách Khoa học Aventis và giải thưởng Khoa học Phi Beta Kappa năm 1997. Một bộ phim tài liệu truyền hình nhiều tập dựa trên cuốn sách đã được Hiệp hội Địa lý Quốc gia sản xuất vào năm 2005.
Trong cuốn sách thứ ba của ông nhan đề Tại sao tình dục lại thú vị? cũng được xuất bản vào năm 1997, Diamond thảo luận về các yếu tố tiến hóa cơ bản các đặc tính về tình dục của con người mà nhìn chung được coi là đương nhiên nhưng lại rất bất thường giữa những loài động vật họ hàng. Những đặc tính này bao gồm mối quan hệ cặp đôi dài lâu (hôn nhân), cùng tồn tại các cặp đôi hợp tác về mặt kinh tế trong một nơi được chia sẻ chung, cung cấp các dịch vụ chăm sóc cha mẹ bởi những ông bố cũng như các bà mẹ, quan hệ tình dục ở chốn riêng tư chứ không phải là ở nơi công cộng, giai đoạn rụng trứng trong, tính cảm thụ tình dục của phụ nữ bao gồm hầu hết chu kỳ kinh nguyệt (cả những ngày vô sinh), sự mãn kinh ở phụ nữ chứ không phải nam giới và đặc điểm sinh dục thứ cấp đặc biệt. Ngoài ra, những đặc điểm quan trọng làm nên sự khác thường nơi đời sống tình dục của con người theo tác giả, chung quy là: vai trò của đàn ông trong xã hội loài người khác con đực của những loài khác; chu kỳ kinh và sự mãn kinh ở phụ nữ khác với con cái những loài khác; sự phát triển của bộ ngực phụ nữ và đời sống quan hệ tình dục riêng tư ở loài người có lý lẽ của nó và con người khác đa số động vật ở chỗ: coi tình dục tạo ra lạc thú chứ không dừng lại ở sự truyền giống.
Cuốn sách tiếp theo của Diamond mang tên Sụp đổ: Các xã hội đã thất bại hay thành công như thế nào được xuất bản vào năm 2005, khảo sát hàng loạt các xã hội vừa qua trong một nỗ lực nhằm xác định tại sao họ lại sụp đổ hoặc tiếp tục phát triển và xem xét xã hội đương thời có thể học hỏi được điều gì từ những ví dụ lịch sử. Như trong Súng, vi trùng và thép, ông lập luận chống lại những lời giải thích cho sự thất bại của các xã hội vừa qua chủ yếu dựa vào các yếu tố văn hóa, thay vì tập trung vào hệ sinh thái. Những xã hội được đề cập trong cuốn sách gồm người Bắc Âu và dân Inuit ở Greenland, Maya, Anasazi, thổ dân đảo Rapa Nui (Đảo Phục Sinh), Nhật Bản, Haiti, Cộng hòa Dominican, và Montana ngày nay. Cuốn sách này kết luận bằng cách hỏi lý do tại sao một số xã hội lại đưa ra những quyết định đầy tai hại, làm thế nào các doanh nghiệp lớn gây ảnh hưởng đến môi trường, những vấn đề môi trường chính của chúng ta là ngày hôm nay, và cá nhân có thể làm gì về những vấn đề như thế này. Giống như quyển Súng, vi trùng và thép, Sụp đổ đã được dịch ra hàng chục thứ tiếng, trở thành sách bán chạy nhất trên thế giới, và là cơ sở của một bộ phim tài liệu truyền hình được sản xuất bởi Hiệp hội Địa lý Quốc gia. Tác phẩm này còn được đề cử Giải thưởng Sách Khoa học Hội Hoàng gia.
Năm 2008, Diamond cho đăng một bài báo trên tờ The New Yorker nhan đề "Báo thù là của chúng ta", mô tả vai trò của sự trả thù trong chiến tranh bộ lạc ở Papua New Guinea. Một năm sau đó, hai người dân bản địa được đề cập trong bài viết đã đệ đơn kiện chống lại Diamond và tờ The New Yorker tuyên bố rằng bài báo này đã phỉ báng họ. Năm 2013, tờ The Observer tường thuật rằng vụ kiện "đã được rút lại bởi sự đồng ý lẫn nhau sau cái chết đột ngột của vị luật sư của họ."
Năm 2010, Diamond đồng chủ biên (với James Robinson) tác phẩm Những thí nghiệm tự nhiên trong lịch sử, kể về bảy trường hợp nghiên cứu minh họa cách tiếp cận đa ngành và so sánh với các nghiên cứu về lịch sử mà ông ủng hộ. Tiêu đề của cuốn sách bắt nguồn từ thực tế là không thể nghiên cứu lịch sử bằng các phương pháp ưa thích của những ngành khoa học trong phòng thí nghiệm, tức là, bởi các thí nghiệm đối chứng so sánh xã hội con người được nhân rộng như thể chúng là những ống nghiệm chứa vi khuẩn. Thay vào đó, người ta phải nhìn vào các thí nghiệm tự nhiên mà xã hội loài người tương tự ở nhiều khía cạnh đã bị xáo trộn về mặt lịch sử, hoặc bởi các điều kiện khởi đầu khác nhau hoặc bằng cách tác động khác nhau. Lời bạt của cuốn sách phân loại các thí nghiệm tự nhiên, thảo luận về những khó khăn thực tế trong việc nghiên cứu về chúng, và đưa ra các gợi ý cách giải quyết những khó khăn này.
Tác phẩm gần đây nhất của Diamond là Thế giới cho đến ngày hôm qua, được xuất bản vào năm 2012, yêu cầu thế giới phương Tây có thể học hỏi nhiều điều từ các xã hội truyền thống. Cuốn sách khảo sát 39 xã hội truyền thống có quy mô nhỏ gồm những người nông dân và thợ săn bắt-hái lượm với sự lưu ý về việc họ giải quyết các vấn đề chung của nhân loại như thế nào. Các vấn đề thảo luận bao gồm chia tách không gian, giải quyết tranh chấp, nuôi dưỡng trẻ em, phép trị bệnh của già làng, đối phó với những nguy hiểm, xây dựng các tôn giáo, học hỏi nhiều thứ tiếng, và giữ cho cơ thể được khỏe mạnh. Cuốn sách này gợi lên một số tập quán của những xã hội truyền thống có thể được các cá nhân hoặc toàn xã hội tiếp nhận một cách hữu ích vào trong thế giới công nghiệp hiện đại ngày nay.

## Quan điểm
Từ khoảng đầu thập niên 90 đến nay, Jared Diamond bị nung nấu bởi một câu hỏi: Sau hơn 13.000 năm lịch sử, tại sao sự phát triển của các giống dân trên thế giới đã trở thành quá khác nhau như ngày nay? Theo Diamond, các nhà viết sử (ít ra ở phương Tây) đã phạm một lỗi lầm vì họ đã nhìn không đúng khuôn mặt lịch sử của loài người. Cụ thể, họ chỉ chú trọng vào các xã hội tương đối văn minh (ít nhất là có chữ viết) ở Âu-Á và Bắc Phi, và ngay trong dòng sử của lục địa Âu-Á, họ lại chỉ tập trung vào phía Tây, ít chú ý đến các quốc gia phía Đông (nổi bật là Trung Quốc, nhưng kể cả Nhật Bản và Đông Nam Á). Hơn nữa, phần lớn sử ký hiện nay là chỉ nhìn vào khoảng 3.000 năm sau này, dù rằng khoảng thời gian đó chỉ là 0,1% trong chiều dài 5 triệu năm loài người có mặt trên trái đất. Theo Diamond, nhờ những tiến bộ như sinh vật học phân tử, di truyển học, sinh địa lý, khảo cổ học, và ngôn ngữ học, đã đến lúc có thể giải thích sự khác biệt về trình độ phát triển giữa các nước. Một khía cạnh khác cũng lý thú không kém khi những giải thích của Jared Diamond dẫn đến một gợi ý về tương lai của khoa lịch sử loài người cần được xem một ngành khoa học. Lịch sử thường được coi là một ngành nhân văn hay giỏi lắm chỉ là một ngành khoa học xã hội hơn là một ngành khoa học thực thụ. Có lẽ đã đến lúc cần một cái nhìn khác cho khoa học lịch sử. Bản thân từ "khoa học" vốn có nghĩa là tri thức, cái tri thức mà người ta đạt được bằng bất cứ phương pháp nào phù hợp nhất với từng lĩnh vực. Ngay gần cuối cuốn Sụp đổ: Các xã hội đã thất bại hay thành công như thế nào, Jared Diamond đã viết:
Những người thất vọng bởi ý nghĩ như vậy [vấn đề môi trường toàn cầu lớn] thường hỏi tôi, "Jared, ông là người lạc quan hay bi quan trước tương lai của thế giới?" Tôi trả lời, "Tôi là người lạc quan thận trọng." Đó là bởi tôi muốn nói rằng, một mặt tôi thừa nhận sự nghiêm trọng của những vấn đề mà chúng ta đang phải đối mặt. Nếu chúng ta không nỗ lực giải quyết chúng, và nếu nỗ lực của chúng ta không thành công, thì chỉ vài thập kỷ tới, cả thế giới sẽ phải đối mặt với tình trạng điều kiện sống suy thoái, hay có thể còn tồi tệ hơn. Đó là lý do vì sao tôi quyết định dành phần đời còn lại của mình để thuyết phục mọi người rằng cần xem xét nghiêm túc những vấn đề của chúng ta và đừng vì lý do gì mà bỏ qua chúng. Mặt khác, tôi tin chúng ta có thể giải quyết được các vấn đề của mình nếu chúng ta quyết định như vậy.

## Đời tư
Diamond kết hôn với Marie Cohen, cháu gái của chính trị gia Ba Lan Edward Werner. Họ có hai đứa con trai sinh đôi, chào đời năm 1987.

## Hội đoàn
- Ban biên tập của Tạp chí Hoài nghi, một ấn phẩm của Hội Những người hoài nghi.
- Thành viên của Hội Triết học Mỹ.
- Thành viên của Viện Khoa học và Nghệ thuật Mỹ.
- Thành viên của Viện hàn lâm Khoa học Quốc gia.
- Giám đốc khu vực nước Mỹ của Quỹ Quốc tế Bảo vệ Thiên nhiên.

## Phần thưởng và danh hiệu
- 1975 Giải thưởng thành tựu xuất sắc, Hiệp hội Tiêu hóa Mỹ[29]
- 1985 Quỹ Học thuật MacArthur tặng danh hiệu "Thiên tài"[30]
- 1989 Huy chương Archie F. Carr[31]
- 1992 Tanner Lecturer, Đại học Utah[32]
- 1992 Giải thưởng Sách Khoa học Rhône-Poulenc cho Loài tinh tinh thứ ba[15]
- 1992 Giải thưởng Sách Khoa học của báo Los Angeles Times[16]
- 1993 Huân chương Bảo tồn của Hội Động vật học San Diego
- 1997 Giải thưởng Sách Khoa học Phi Beta Kappa dành cho Súng, vi trùng và thép
- Giải thưởng Pulitzer 1998 cho Súng, vi trùng và thép[30][33]
- 1998 Giải thưởng Sách California, Huy chương vàng thể loại phi hư cấu dành cho Súng, vi trùng và thép
- 1998 Giải thưởng Sách Khoa học Aventis dành cho Súng, vi trùng và thép[15]
- 1998 Giải thưởng Quốc tế Cosmos[8]
- 1998 Giải thưởng Elliott Coues, Liên đoàn Điểu cầm học Mỹ[34]
- 1999 Giải thưởng Văn học Lannan thể loại Phi hư cấu
- 1999 Huy chương Khoa học Quốc gia[35]
- 2001 Giải thưởng Thành tựu Môi trường Tyler
- 2002 Giải thưởng Tác phẩm Khoa học Lewis Thomas
- 2004 Người nước ngoài nắm giữ chức danh Viện sĩ[36] Viện Hàn lâm Phần Lan
- 2005 Hội viên danh dự được bầu chọn, Trinity College, Cambridge, nước Anh[37]
- 2006 Giải thưởng Sách Khoa học Hội Hoàng gia dành cho quyển Sụp đổ (lọt vào danh sách)[15]
- 2006 Giải thưởng Khoa học Dickson
- 2008 PhD Honoris Causa (Tiến sĩ danh dự) tại trường Katholieke Universiteit Leuven, Bỉ
- 2013 Giải thưởng Nông nghiệp Wolf[38]
- 2016 Hiệp hội Nhân văn Mỹ Nhà nhân văn của năm

## Tác phẩm chọn lọc
- 1992: Loài tinh tinh thứ ba: Sự tiến hoá và tương lai của loài người (ISBN 0-06-098403-1-).
- 1997: Tại sao tình dục lại thú vị? (ISBN 0-465-03127-7-).
- 1997: Súng, vi trùng và thép: Định mệnh của các xã hội loài người (ISBN 978-0-099-30278-0). Còn được xuất bản với tựa đề Súng, vi trùng và thép: Lược sử 13.000 năm trước dành cho tất cả mọi người (ISBN 978-0099302780).
- 2005: Sụp đổ: Các xã hội đã thất bại hay thành công như thế nào? (ISBN 978-0241958681).
- 2010: Những thí nghiệm tự nhiên trong lịch sử, với James A. Robinson (ISBN 0-674-03557-7).
- 2012: Thế giới cho đến ngày hôm qua: Chúng ta có thể học hỏi được gì từ những xã hội truyền thống? (ISBN 978-0141024486).
- 2015: Loài tinh tinh thứ ba dành cho giới trẻ: Sự tiến hoá và tương lai của loài người (ISBN 9781609806118).

### Bản dịch tiếng Việt
- Loài tinh tinh thứ ba: Sự tiến hoá và tương lai của loài người, Nguyễn Thủy Chung - Nguyễn Kim Nữ Thảo dịch, Nhà xuất bản Tri Thức, 2007.
- Súng, vi trùng và thép: Định mệnh của các xã hội loài người, Trần Tiễn Cao Đăng dịch, Nhà xuất bản Tri Thức, 2007, tái bản 2010, tái bản 2012, tái bản 2015.
- Sụp đổ: Các xã hội đã thất bại hay thành công như thế nào?, Hà Trần dịch, Nhà xuất bản Tri Thức, 2007, tái bản 2010, tái bản 2012, tái bản 2015.
- Tại sao tình dục lại thú vị?, Nguyễn Thủy Chung dịch, Nhà xuất bản Tri Thức, 2010.
- Thế giới cho đến ngày hôm qua: Chúng ta có thể học hỏi được gì từ những xã hội truyền thống?, Hồ Trung dịch, Nhà xuất bản Thế giới, 2015.